# Paulia horrida
Paulia horrida är en sjöstjärneart som beskrevs av GRAY 1840. Paulia horrida är enda arten i släktet Paulia som tillhör familjen Asterodiscididae. Inga underarter finns listade i Catalogue of Life.